# Erketu
Erketu ellisoni
Genre
Espèce
Erketu est un genre fossile de dinosaures sauropodes du Crétacé inférieur retrouvé en Mongolie. 
L'espèce type et seule espèce, Erketu ellisoni, a été décrite en mars 2006 par Daniel T. Ksepka (d) et Mark Norell du Musée américain d'histoire naturelle.

## Étymologie
Le nom spécifique a été donné en l'honneur de Mick Ellison.

## Description
Erketu possède un très long cou. Celui-ci aurait été deux fois plus long que son corps, ce qui est peut-être un rapport cou/corps record.

## Publication originale
- (en) Daniel T. Ksepka et Mark A. Norell, « Erketu ellisoni, a Long-necked Sauropod from Bor Guvé (Dornogov Aimag, Mongolia) », American Museum Novitates, New York, Musée américain d'histoire naturelle, vol. 3508, no 1,‎ 2006, p. 1-16 (ISSN 0003-0082 et 1937-352X, OCLC 47720325, DOI 10.1206/0003-0082(2006)3508[1:EEALSF]2.0.CO;2, lire en ligne).